# Pinguim-azul

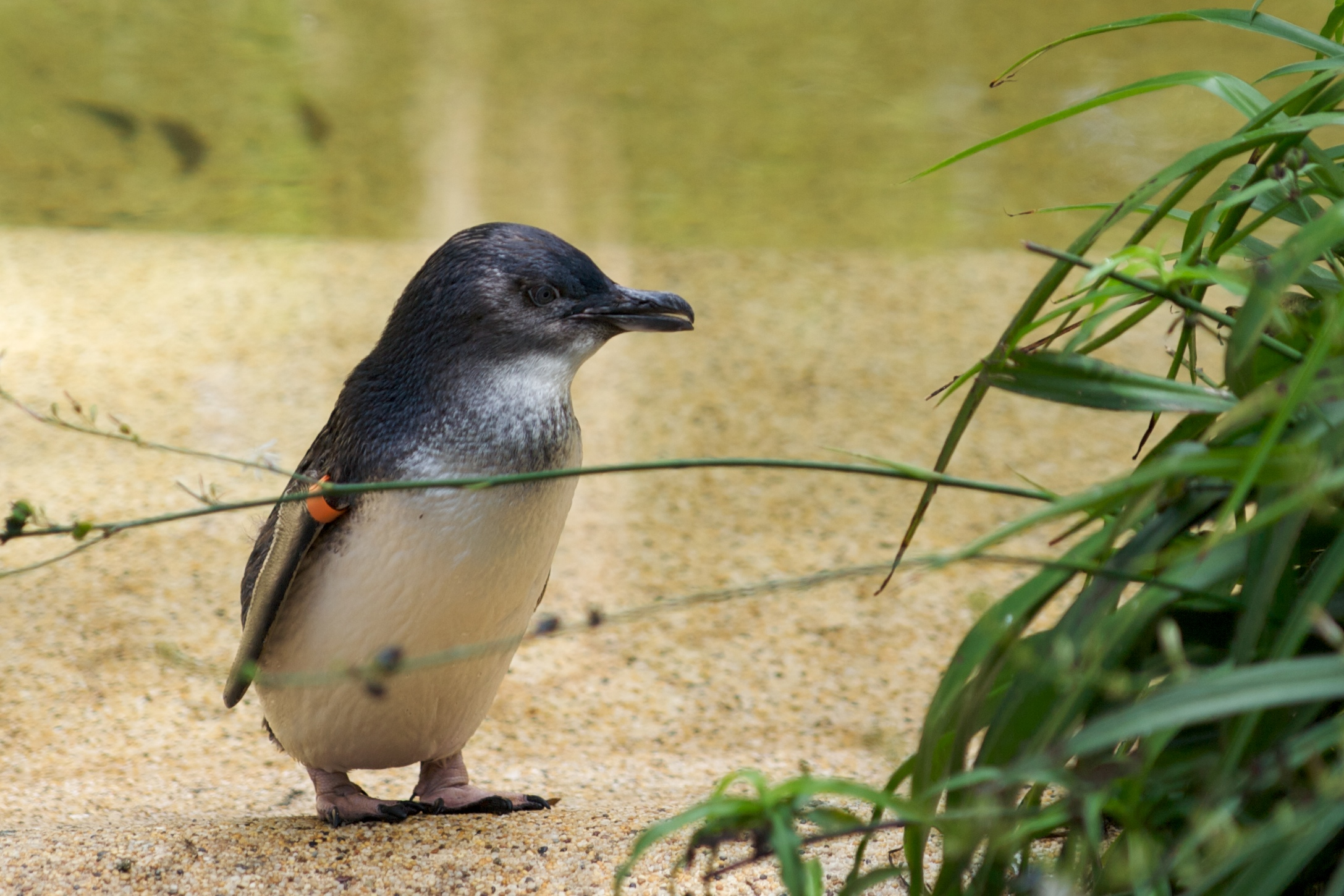

Pinguim-pequeno, pinguim-anão, pinguim-azul ou pinguim-fada (Eudyptula minor) é o menor pinguim do mundo, esta ave não voadora tem uma altura média de 30 cm e um peso de 1,1 a 1,2 kg.. Esta espécie é encontrada nas costas Sul da Austrália e Tasmânia, Nova Zelândia e Ilhas Chatham.

## Taxonomia
O pinguim-azul foi descrito por Forster, em 1781. Possui algumas subespécies, mas ainda estão em discussão. O holótipo das subespécies Eudyptula minor variabilis e Eudyptula minor chathamensis estão na coleção do Museu da Nova Zelândia Te Papa Tongarewa. A espécie Eudyptula albosignata é ora considerada subespécie, ora espécie distinta ou mesmo uma fenótipo diferente.
Evidências do DNA nuclear e mitocondrial sugerem que a separação entre Eudyptula e Spheniscus ocorreu por volta de 25 milhões de anos atrás, com os ancestrais de Eudyptula minor e Eudyptula albosignata divergindo há cerca de 2.7 milhões de anos.

## Descrição
O pinguim-azul é a menor espécie de pinguim atualmente existente, medindo entre 30 e 33 cm de comprimento e pesando 1,5 kg. Como o nome vernáculo indica sua cor azul predominante na parte dorsal da cabeça até a ponta da cauda, com plumagem cinza-ardósia nas laterais da cabeça e parte ventral branca. O bico cinza-escuro mede 3–4 cm de comprimento. A íris pode ser cinza-azulada ou castanha. Os pés são rosados em cima e pretos na sola. Os imaturos possuem bicos mais curtos e partes superiores mais claras.
Em seu habitat natural, a expectativa de vida de um pinguim-azul é, em média, de 6,5 anos. No entanto, há vários casos excepcionais de espécimes vivendo acima dos 25 anos em cativeiro.

## Distribuição e habitat
O pinguim-azul nidifica por toda a costa da Nova Zelândia, Ilhas Chatham, Ilha Babel, Tasmânia e sul da Austrália. Alguns indivíduos foram identificados no Chile e na África do Sul, porém ainda não está claro se a espécie realiza migração para esses países.
Eudyptula minor tem seis subespécies reconhecidas. E. m. novaehollandia está geograficamente localizada na Austrália. As outras cinco subespécies, E. m. iradaei, E. m. variabilis, E. m. albosignata, E; m; nebis e E. m. chathamensis, são distribuidas em toda Nova Zelândia.
Quando em terra, o Pinguim-Azul habita locais costeiros com boas condições de nidificação. Os pinguins aninham-se nas tocas escavadas na areia desencapada ou sob a vegetação. Se o solo for muito mole para segurar uma toca, esses pinguins também se aninham em cavernas e fendas de rocha. Habitats incluem litoral rochoso, savana, matagal ou florestas.

## Comportamento
Assim como todos os pinguins, o pinguim-azul exibe comportamento social e pode ser encontrado vivendo em grandes colônias. É a espécie de pinguim mais noturna de todas, embora também esteja muitas vezes ativo durante o dia. Tem mais de uma dúzia de diferentes exibições de comportamento agressivo. Essas exibições podem ser divididas em 4 categorias diferentes, incluindo exibições de aviso estacionárias, avançando rapidamente em direção ao intruso, contato físico breve e ataques físicos. Todos os quatro comportamentos incluem um tipo diferente de exibição física e vocalização.
A exibição estacionária de advertência ocorre quando a ameaça está a 1 a 3 m de distância do pinguim. O pinguim abre as nadadeiras, mantendo o corpo ereto e dando ao intruso um olhar direto acompanhado de uma alta vocalização. Quando o pinguim avança rapidamente em direção ao intruso, ele caminha rapidamente ou avança em direção ao intruso com um grito de zurro. O contato físico breve pode variar de tocar em notas e dar tapas no intruso com uma palheta. Se o pinguim está em sua toca, ele se lança para bicar o intruso com sua conta. Se o intruso não recuar, os pinguins recorrem a ataques físicos que incluem morder e bater com nadadeiras.
Na época de reprodução, os pinguins nadam apenas uma média de 8 a 9 km da costa por cerca de 12 a 18 horas de cada vez. Essas viagens curtas são provavelmente porque os filhotes têm uma capacidade limitada de termorregulação e precisam ser alimentados constantemente. Durante a época de não reprodução, os pinguins podem fazer viagens de longa distância de até 710 km, mas na maioria dos casos continuam a ficar a 20 km da costa. Os Pinguins-Azuis precisam usar uma quantidade maior de energia para mergulhar na água do que pinguins maiores e, embora possam mergulhar até 67 m de profundidade, eles permanecem a 5 m da superfície. Quando os pinguins voltam do mar para a praia, eles desfilam para seus ninhos em grupos.

## Alimentação
O pinguim-azul alimenta-se de pequenos peixes (10–35 mm), alguns cefalópodes e pequenos crustáceos, geralmente caçando-os próximo da costa. Grande parte da alimentação ocorre a cinco metros da superfície do oceano. É um caçador solitário.
Foi observado que nos últimos anos o número de presas disponíveis está diminuindo. Isso resulta em viagens de forrageamento mais longas para o pinguim, maiores gastos de energia e pode, por fim, diminuir o tamanho das populações.

## Predadores
Predadores chave de pequenos pinguins são espécies introduzidas. Estes incluem cães , doninhas , ratos , raposas e gatos. Gaivotas do Pacífico são predadores naturais que comem os ovos e os jovens dos pequenos pinguins. Em um esforço para diminuir a predação, pinguins-azuis se movem em grupos de e para o oceano. Esta técnica antipredador ocorre algumas horas antes do amanhecer e algumas horas depois do anoitecer, quando está escuro. Como os pinguins são menos móveis em terra, fazer movimentos em massa da terra sob a cobertura da escuridão é provavelmente outro método usado para evitar a predação. Apesar dessas técnicas, os pinguins-azuis adultos costumam ser vítimas de tubarões, focas e orcas .